# Zatom Nowy
Zatom Nowy (do 31 grudnia 2002 Nowy Zatom) – wieś sołecka w Polsce położona w województwie wielkopolskim, w powiecie międzychodzkim, w gminie Międzychód, na prawym brzegu rzeki Warty, naprzeciw Zatomia Starego, przy skrzyżowaniu dróg wojewódzkich DW195 oraz DW198.

## Historia
W okresie Wielkiego Księstwa Poznańskiego (1815-1848) miejscowość wzmiankowana jako Zatum Nowy należała do wsi większych w ówczesnym pruskim powiecie Międzyrzecz w rejencji poznańskiej. Zatum Nowy należał do okręgu sierakowskiego tego powiatu i stanowił część majątku Sieraków, którego właścicielem był wówczas rząd pruski w Berlinie. Według spisu urzędowego z 1837 roku wieś liczyła 184 mieszkańców, którzy zamieszkiwali 19 dymów (domostw).
W latach 1975–1998 miejscowość administracyjnie należała do województwa gorzowskiego. 1 stycznia 2003 nastąpiła zmiana nazwy z Nowy Zatom na Zatom Nowy.

## Położenie geograficzne
Zatom Nowy położony jest w Puszczy Noteckiej nad 3 jeziorami:
- Jeziorem Barlin (gm.Sieraków) oraz jeziorami[6] leżącymi w obrębie wsi:

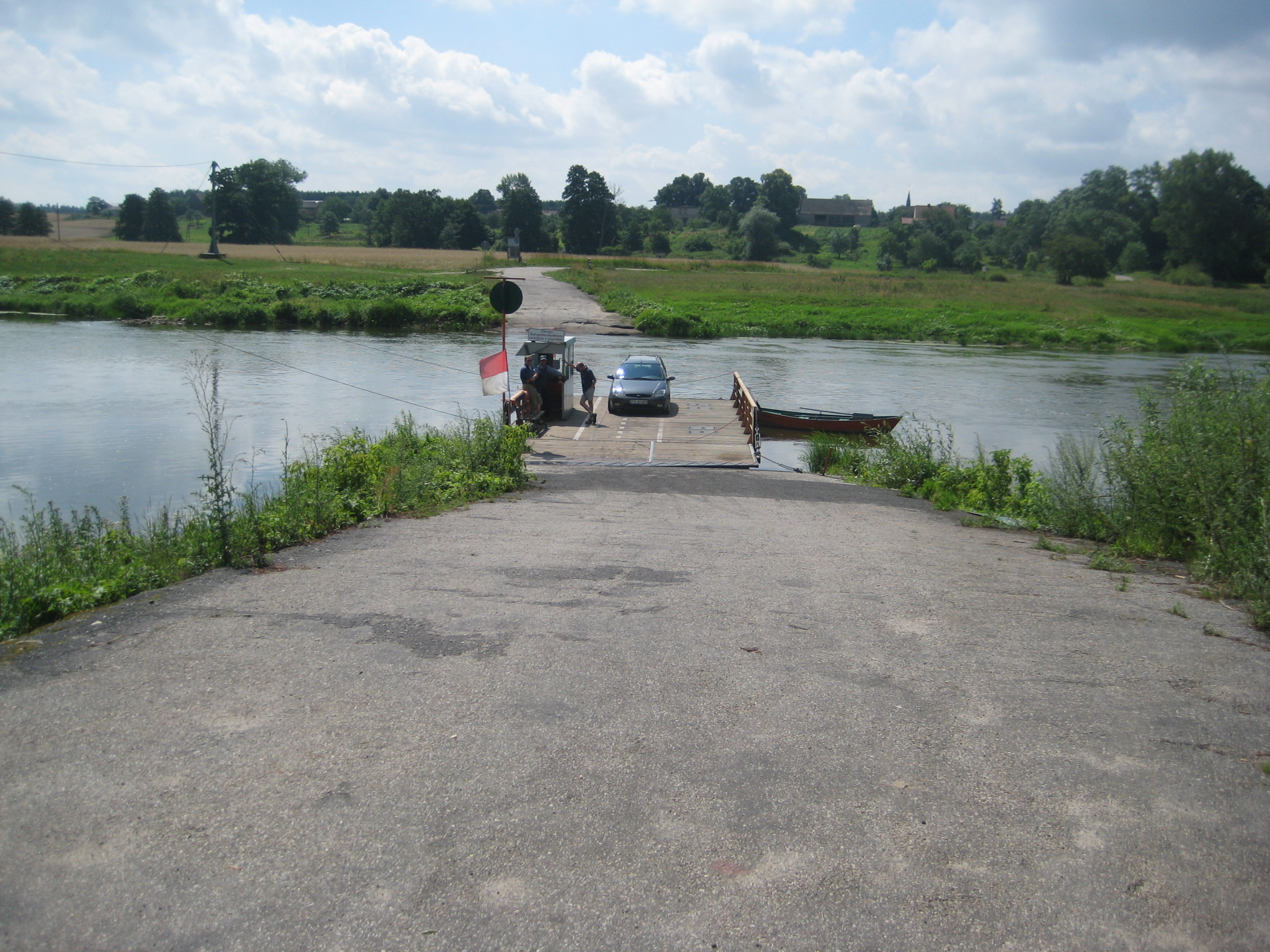
wjazd na prom przez Wartę

- Jeziorem Środkowym (ok. 7,6 ha)
- Jeziorem Piaskowym (ok. 14,4 ha)

Zobacz też: Zatom, Zatom Stary